# Transoil
Transoil var ett tankrederi. Transoil grundades 1927 som ett dotterbolag till Transatlantic. Det var via Transoil som Transatlantic tillsammans med Stora Kopparberg bildade Koppartrans (med bolagen Koppartrans Olje AB och Koppartrans rederi AB). Transoil blev 1952 ett eget rederi. 1966 bildade man tillsammans med Rederi AB Rex Tor Line. 1967 köptes företaget upp av Salénkoncernen.